# Parafia Świętych Równych Apostołom Konstantyna i Heleny w Zgorzelcu
Parafia Świętych Równych Apostołom Konstantyna i Heleny – parafia prawosławna w Zgorzelcu, w dekanacie Lubin diecezji wrocławsko-szczecińskiej. Parafia działa od 2002.
Na terenie parafii funkcjonuje 1 cerkiew:
- cerkiew Świętych Równych Apostołom Konstantyna i Heleny w Zgorzelcu – parafialna

## Historia
Pierwsi wyznawcy prawosławia na terenie dzisiejszego Zgorzelca i Görlitz pojawili się w XVII wieku. Byli to kupcy greccy i inni uciekinierzy z terenów dawnego Bizancjum. Wynajęli oni jedną z kaplic miejscowego kościoła, w której urządzili cerkiew pod wezwaniem św. Jerzego Zwycięzcy. Dokładny czas istnienia owej cerkwi nie jest znany.
Kolejna świątynia prawosławna powstała w czasie I wojny światowej, kiedy to władze niemieckie internowały w mieście 6-tysięczny grecki IV Macedońsko-Tracki Korpus Armijny. Wśród jeńców byli kapelani wojskowi, którzy w jednym z baraków zorganizowali cerkiew. Pozostałością po pobycie internowanych żołnierzy jest grecki cmentarz wojskowy (na terenie Görlitz), na którym znajduje się grób prawosławnego księdza Michailisa Dimitriosa.
W 1949 do Zgorzelca przybyli uchodźcy greccy, którzy po przegranej wojnie domowej musieli opuścić ojczyznę. Wśród imigrantów byli również duchowni, z których dwóch nawiązało współpracę z Polskim Autokefalicznym Kościołem Prawosławnym. Jeden z nich, ks. Tsaldikas otrzymał w 1955 pozwolenie na odprawianie greckojęzycznych nabożeństw w cerkwi w Jeleniej Górze. Nie udało się natomiast uzyskać zgody władz państwowych na utworzenie parafii prawosławnej w Zgorzelcu.
Od końca lat 50. XX w. rozpoczęły się powroty ludności greckiej do ojczyzny; na początku XXI w. liczba Greków w Zgorzelcu i Görlitz nie przekraczała kilkudziesięciu. Jednak dopiero wtedy wieloletnie starania wspólnoty prawosławnej o pozwolenie na budowę cerkwi zostały uwieńczone sukcesem. W 2000 władze Zgorzelca przekazały jeleniogórskiej parafii działkę budowlaną (przy ulicy Lubańskiej), na której wkrótce wzniesiono prowizoryczną, drewnianą cerkiew. W owym czasie opiekę duszpasterską nad wspólnotą sprawował ks. Bazyli Sawczuk.
29 maja 2002 arcybiskup wrocławski i szczeciński Jeremiasz konsekrował cerkiew, a 18 października tegoż roku erygował w Zgorzelcu parafię pod wezwaniem Świętych Równych Apostołom Konstantyna i Heleny. Proboszczem parafii został ks. Marek Bonifatiuk.
Pod koniec 2003 dokonano wstępnego remontu cerkwi, w celu wyeliminowania niedociągnięć budowlanych. W tym czasie świątynię wyposażono w niewielki ikonostas, wykonany w Zgorzelcu. W dniach 15–17 lipca 2013 dokonano przesunięcia cerkwi na nowe miejsce, w związku z rozpoczęciem budowy większej, murowanej świątyni. Nowa cerkiew będzie dwukondygnacyjna; patronem dolnej cerkwi zostanie święty Jerzy, co ma nawiązywać do wezwania pierwszej świątyni prawosławnej w mieście.
Parafia w chwili powstania liczyła zaledwie 10 osób; w lipcu 2013 liczba wiernych wynosiła 63. Wśród parafian są Polacy, Grecy, Rosjanie, Ukraińcy, Białorusini, Bułgarzy mieszkający na terenie powiatu zgorzeleckiego oraz Görlitz.

## Wykaz proboszczów
- od 2002 – ks. Marek Bonifatiuk